# Џош Гад
Џошуа Илан Гад (енгл. Joshua Ilan Gad; Холивуд, 23. фебруар 1981) амерички је глумац. Познат је по гласу Олафа у филму Залеђено краљевство (2013) и његовом наставку, Залеђено краљевство 2 (2019).

## Биографија
Рођен је 23. фебруара 1981. године у Холивуду. Мајка му је агенткиња за некретнине, а очух инвестициони саветник. Има два старија брата, као и полубрата и полусестру. Отац му потиче из јеврејске породице из Авганистана, а потом се као тинејџер преселио у Израел. Верује да му је отац потомак племена Гад, једног од дванаест племена Израела, наводећи да су његови преци по оцу путовали кроз Индију пре него су се настанили у Авганистану. Мајка му је рођена у Немачкој у јеврејској породици Ашкеназа који су преживели холокауст. Одгајан је као Јевреј.
Године 2004. упознао је глумицу Ајду Дарвиш, којом се оженио 2008. године. Имају две ћерке, Аву и Изабелу.

## Филмографија

### Филм
| Улоге Џоша Гада |                                       |               |                 |          |
| Година          | Српски назив                          | Изворни назив | Улога           | Напомена |
| 2008.           | Врхунска игра                         | 21            | Мајлс           |          |
| 2010.           | Љубав и други стимуланси              |               | Џош Рандал      |          |
| 2012.           | Ледено доба 4: Померање континената   |               | Луј (глас)      |          |
| 2013.           | Џобс                                  |               | Стив Вознијак   |          |
| 2013.           | Млађи референти                       |               | Ендру Андерсон  |          |
| 2013.           | Залеђено краљевство                   |               | Олаф (глас)     |          |
| 2015.           | Господар венчања                      |               | Даг Харис       |          |
| 2015.           | Грозница залеђеног краљевства         |               | Олаф (глас)     |          |
| 2015.           | Пиксели                               |               | Лудлоу Ламонсоф |          |
| 2016.           | филм                                  |               | Чак (глас)      |          |
| 2017.           | Смисао живота једног пса              |               | пас (глас)      |          |
| 2017.           | Лепотица и Звер                       |               | Лефу            |          |
| 2017.           | Убиство у Оријент експресу            |               | Хектор Маквин   |          |
| 2017.           | Залеђено краљевство: Празник с Олафом |               | Олаф (глас)     |          |
| 2019.           |Angry Birds филм 2                                |               | Чак (глас)      |          |
| 2019.           | Залеђено краљевство 2                 |               | Олаф (глас)     |          |
| 2020.           | Артемис Фаул                          |               | Малч Дигмас     |          |
| 2021.           | Истеривачи духова: Наслеђе            |               | Манчер (глас)   |          |

### Телевизија
| Улоге Џоша Гада |                           |               |                       |           |
| Година          | Српски назив              | Изворни назив | Улога                 | Напомена  |
| 2005.           | Ургентни центар           |               | Брус Лараби           | 1 епизода |
| 2008.           | Амерички тата             |               | Арт (глас)            | 1 епизода |
| 2008, 2009.     | Бројеви                   |               | Рој Макгил            | 2 епизоде |
| 2011.           | Калифорникација           |               | доктор                | 2 епизоде |
| 2011, 2020.     | Модерна породица          |               | Кенет Плуфе           | 2 епизоде |
| 2012—2015.      | Нова девојка              |               | Беркло                | 3 епизоде |
| 2015.           | Улица Сезам               |               | Винсент ван Стоп      | 1 епизода |
| 2015.           | Финеас и Ферб             |               | Вендел (глас)         | 2 епизоде |
| 2016.           | Софија Прва               |               | Олаф (глас)           | 1 епизода |
| 2017.           | Ратови звезда: Побуњеници |               | (глас)                | 1 епизода |
| 2017.           | Саут Парк                 |               | Маркус Престон (глас) | 1 епизода |
| 2018.           | Бобови бургери            |               | Дејмон (глас)         | 1 епизода |
| 2019.           | Шоу Елен Деџенерес        |               | водитељ               | 1 епизода |
| 2021.           | Без одушевљавања, молим   |               | киропрактичар         | 1 епизода |
| 2022.           | Дечаци                    |               | себе                  | 1 епизода |